# Шахворостівська сільська рада (Коростишівський район)
Шахворостівська сільська рада — колишня адміністративно-територіальна одиниця та орган місцевого самоврядування у Коростишівському районі Малинської і Волинської округ, Київської й Житомирської областей Української РСР та України з адміністративним центром у с. Шахворостівка.

## Населені пункти
Сільській раді були підпорядковані населені пункти:
- с. Шахворостівка
- с. Горіхове
- с. Кулішівка
- с. Машина
- с. Осикове
- с. Осиковий Копець
- с. Трикопці

## Населення
Кількість населення сільської ради станом на 1924 рік становила 2 113 осіб.
Відповідно до результатів перепису населення СРСР, кількість населення ради станом на 12 січня 1989 року становила 824 особи.
Станом на 5 грудня 2001 року, відповідно до перепису населення України, кількість мешканців сільської ради становила 843 особи.

## Склад ради
Рада складалась з 16 депутатів та голови.

### Керівний склад сільської ради
| ПІБ                     | Основні відомості                                                                | Дата обрання | Дата звільнення |
| ----------------------- | -------------------------------------------------------------------------------- | ------------ | --------------- |
| Тарасюк Раїса Францівна | Сільський голова, 1954 року народження, освіта, член Української Народної Партії | 26.03.2006   | 31.10.2010      |
| Тарасюк Раїса Францівна | Сільський голова, 1954 року народження, освіта вища, позапартійна                | 31.10.2010   |                 |

Примітка: таблиця складена за даними джерела

## Історія
Створена 1923 року в складі с. Шахворостівка, хуторів Калинова Вітка, Машина та колоній Володимирівка, Голенівка, Грабни, Єлизаветівка, Миколаївка, Осиковий Копець, Петрівка, Сухий Рожок, Три Копці Коростишівської волості Радомисльського повіту Київської губернії. 16 січня 1923 року підпорядковано х. Кулішівка ліквідованої Кулішівської сільської ради Коростишівської волості. 7 березня 1923 року включена до складу новоутвореного Коростишівського району Малинської округи. 27 жовтня 1926 року с. Осиковий Копець, х. Калинова Вітка та колонії Володимирівка, Голенівка, Єлизаветівка, Петрівка і Сухий Рожок передані до складу новоутвореної Осиково-Копецької сільської ради Коростишівського району. На 1 жовтня 1941 року кол. Миколаївка не перебувала на обліку населених пунктів.
Станом на 1 вересня 1946 року сільська рада входила до складу Коростишівського району Житомирської області, на обліку в раді перебували с. Шахворостівка та хутори Кулішівка і Машина.
2 вересня 1954 року, відповідно до рішення Житомирського облвиконкому № 1087 «Про перечислення населених пунктів в межах районів Житомирської області», підпорядковано села Осикове Туровецької сільської ради, Осиковий Копець Кропивнянської сільської ради та Горіхово (Горіхове) Щигліївської сільської ради Коростишівського району.
На 1 січня 1972 року сільська рада входила до складу Коростишівського району Житомирської області, на обліку в раді перебували села Горіхове, Кулішівка, Машина, Осикове, Осиковий Копець, Трикопці та Шахворостівка.
2 листопада 2018 року територію та населені пункти сільської ради увійшла до складу Харитонівської сільської громади Коростишівського району Житомирської області.